# Анимизм
Аними́зм (от лат. anima, animus — «душа» и «дух» соответственно) — вера в существование души и духов, вера в одушевлённость всей природы. Анимистические представления присутствуют почти во всех религиях.

## Тайлор и его теория возникновения религий
Английский этнограф и культуролог Эдвард Тайлор, введший понятие анимизма в науку, понимал его и как первоначальную стадию развития религии вообще. С другой стороны, он же пытался проследить дальнейшее развитие анимистических представлений в мировоззрении высококультурных народов.
Впервые же этот термин употребил немецкий учёный Г. Э. Шталь. В сочинении «Theoria medica» (1708) он назвал анимизмом своё учение о душе как неком безличном жизненном начале, лежащем в основе всех жизненных процессов.
Тайлор полагал, что анимизм есть «минимум религии», то есть, по его мнению, любые религии от примитивных до самых высокоразвитых происходят от анимистических воззрений.
Однако накопленные данные породили ряд новых, так называемых преанимистических, или доанимистических направлений, согласно которым эпохе анимизма предшествовал век магии (Дж. Фрэзер), эпоха аниматизма, одушевления всей природы (Р. Маретт, Л. Я. Штернберг), и первобытный дологический мистицизм (Л. Леви-Брюль).
От тайлоровского понимания анимизма как самой ранней формы религии происходит обозначение анимисты. К этой категории относят коренных обитателей Африки, Америки, Океании — приверженцев традиционных местных религий; также анимизм относительно влиятелен в Азии, в частности синто — развитая форма анимизма (японского).
Исследуя анимистические представления с позиций философского позитивизма, как отмечает Н.Д. Коротков, Э. Б. Тэйлор приходит к выводу, что в анимизме мы уже имеем дело с философией.
Как отмечается в Британнике: "Характерной чертой всех анимистических религий является их партикуляризм, противоположный универсализму «великих религий», которые рассматривают индивидуума как субъекта глобальных сил и личной судьбы".